# Matteo Berrettini
Matteo Berrettini (n. 12 aprilie 1996, Roma, Italia) este un jucător profesionist de tenis italian. Cea mai bună clasare a sa la simplu este locul 6 mondial, în ianuarie 2022. 
A câștigat primul său eveniment de nivel ATP 500 la Queen's Club Championships din 2021. De asemenea, a ajuns în finala Campionatului de la Wimbledon din 2021 și în semifinalele de la US Open 2019. A câștigat nouă titluri ATP.

## Viața personală
Bunica din partea mamei este din Brazilia. Fratele său, Jacopo Berrettini, este de asemenea jucător de tenis.

## Legături externe
- en Matteo Berrettini la Association of Tennis Professionals